# باولو مارينلي
باولو مارينلي مواليد 1 أبريل 1995 في رييكا، هو لاعب كرة سلة كرواتي. بدأ مسيرته الاحترافية في سنة 2011. يلعب مع نادي سيبونا لكرة السلة كلاعب هجوم خلفي. يحمل الرقم 5.

## المسيرة الاحترافية
لعب مع نادي سبليت لكرة السلة من سنة 2011 إلى 2013، ثم لعب مع نادي أوليمبيا لكرة السلة من سنة 2013 إلى 2016، ثم لعب مع نادي سيبونا لكرة السلة في سنة 2016.

## روابط خارجية
- باولو مارينلي على موقع الاتحاد الدولي لكرة السلة (الإنجليزية)
- باولو مارينلي على موقع كرة السلة الأوروبية.كوم (الإنجليزية)
- باولو مارينلي على موقع ريلجم (الإنجليزية)
- باولو مارينلي على موقع بروبوليرز (الإنجليزية)
- باولو مارينلي على موقع سبورتس رفرنس (الإنجليزية)